# Decomposição em frações parciais
Em álgebra, Decomposição em frações parciais  ou Expansão em frações parciais é um método que permite decompor expressões racionais, isto é, quocientes de dois polinômios, em uma soma de frações mais simples, chamadas frações parciais. É um recurso matemático muito utilizado na simplificação de problemas envolvendo integrais e  transformadas de Laplace.
Dada uma função racional {\displaystyle R(x)={\frac {P(x)}{Q(x)}}}, em que {\displaystyle {P(x)}} e {\displaystyle {Q(x)}} são polinômios tais que o grau de Q seja maior que o grau de P, têm-se que:
1) Decomposição de fator linear {\displaystyle x-a} com multiplicidade n.
{\displaystyle R(x)={\frac {P(x)}{(x-a)^{n}}}={\frac {A_{1}}{(x-a)}}+{\frac {A_{2}}{(x-a)^{2}}}+...+{\frac {A_{n}}{(x-a)^{n}}}}
Exemplo:
{\textstyle R(x)=\left({\frac {x+1}{x*(x+2)^{2}}}\right)=\left({\frac {A}{x}}\right)+\left({\frac {B}{x+2}}\right)+\left({\frac {C}{(x+2)^{2}}}\right)}
Decompomos o denominador acima no maior número de frações possíveis.
{\displaystyle =\left({\frac {A(x+2)^{2}+Bx(x+2)+Cx}{x(x+2)^{2}}}\right)=\left({\frac {(Ax^{2}+4Ax+4A)+(Bx^{2}+2Bx)+Cx}{x(x+2)^{2}}}\right)}
Rearrumando os termos do numerador:
{\displaystyle =\left({\frac {x^{2}(A+B)+x(4A+2B+C)+4A}{x(x+2)^{2}}}\right)}
A fim de criar um sistema envolvendo os coeficientes das potências de {\displaystyle x} e o numerador original, reagrupamos os termos.
{\displaystyle {\begin{cases}A+B=0\\4A+2B+C=1\\4A=1\end{cases}}}
Resolvendo o sistema, temos que A= 1/4   B= -1/4  e  C= 1/2
Portanto a nova fração é dada por:
{\textstyle \left({\frac {1}{4x}}\right)-\left({\frac {1}{4(x+2)}}\right)+\left({\frac {1}{2(x+2)^{2}}}\right)}
2)   Decomposição de um fator quadrático irredutível {\displaystyle (x-a)^{2}+b^{2}} com multiplicidade n:
{\displaystyle R(x)={\frac {P(x)}{[(x-a)^{2}+b^{2}]^{n}}}={\frac {A_{1}*x+B_{1}}{[(x-a)^{2}+b^{2}]}}+{\frac {A_{2}*x+B_{2}}{[(x-a)^{2}+b^{2}]^{2}}}+...+{\frac {A_{n}*x+B_{n}}{[(x-a)^{2}+b^{2}]^{n}}}}
3)    Podemos também decompor frações em denominadores simples, primos e irredutíveis:
Exemplo:
{\displaystyle \left({\frac {1}{18}}\right)=\left({\frac {1}{2}}\right)-\left({\frac {1}{3}}\right)-\left({\frac {1}{3^{2}}}\right)}
4)    Outra técnica utilizada é a técnica dos limites ou método de Heaviside:
Exemplo:
{\displaystyle R(x)=\left({\frac {x^{2}+3x-4}{(x+3)(x+2)(x-2)}}\right)}
Podemos reescrever a fração como;
{\displaystyle \left({\frac {A}{x+3}}\right)+\left({\frac {B}{x-2}}\right)+\left({\frac {C}{x+2}}\right)}
Agora usamos os limites para determinar os coeficientes.
{\displaystyle A=\lim _{x\to -3}\left({\frac {x^{2}+3x-4}{(x-2)(x+2)}}\right)=\left({\frac {9-9-4}{(-5)(-1)}}\right)=-\left({\frac {4}{5}}\right)}
{\displaystyle B=\lim _{x\to 2}\left({\frac {x^{2}+3x-4}{(x+3)(x+2)}}\right)=\left({\frac {4+6-4}{(5)(4)}}\right)=\left({\frac {3}{10}}\right)}
{\displaystyle C=\lim _{x\to -2}\left({\frac {x^{2}+3x-4}{(x+3)(x-2)}}\right)=\left({\frac {4-6-4}{(1)(-4)}}\right)=\left({\frac {3}{2}}\right)}
Logo a nova expressão é dada por:
{\displaystyle -\left({\frac {4}{5(x+3)}}\right)+\left({\frac {3}{10(x-2)}}\right)+\left({\frac {3}{2(x+2)}}\right)}

## Frações parciais em Laplace
Muitas vezes, ao tentar calcular a transformada inversa de uma F(s), nos deparamos com um polinômio de alto grau não sendo fácil determinar a sua f(t). A partir disso, um método para solucionar essa questão é o uso de frações parciais, que possibilitam reescrever o polinômio de uma maneira em que ele tenha apenas um grau ou dois, sendo fácil, então, determinar sua transformada inversa.
Por exemplo:
Sendo {\displaystyle F(s)={\frac {1}{(s-1)(s^{2}+1)}}}
Utilizando frações parciais podemos escrevê-la como {\displaystyle F(s)={\frac {A}{(s-1)}}+{\frac {B+Cs}{(s^{2}+1)}}}
e então como
{\displaystyle F(s)={\frac {A(s^{2}+1)+(B+Cs)(s-1)}{(s-1)(s^{2}+1)}}}
Chegando, então, ao seguinte sistema:
{\displaystyle {\begin{cases}\ A+C=0\\B-C=0\\\ A-B=1\end{cases}}\ \ {\begin{aligned}&\ \\&\ \\&\ \end{aligned}}\ \ \ }
Ao resolvê-lo, chegamos em {\displaystyle A={\frac {1}{2}}} e {\displaystyle B=C=-{\frac {1}{2}}}
Dessa forma,  {\displaystyle F(s)={\frac {1}{2}}\left({\frac {1}{(s-1)}}-{\frac {s+1}{(s^{2}+1)}}\right)} que é equivalente à  {\displaystyle F(s)={\frac {1}{2}}\left({\frac {1}{(s-1)}}-{\frac {s}{(s^{2}+1)}}-{\frac {1}{(s^{2}+1)}}\right)}
Com isso, ao utilizarmos frações parciais, chegamos em uma expressão que contém apenas transformadas inversas conhecidas e tabeladas, podendo  ser facilmente determinada:
{\displaystyle f(t)={\frac {1}{2}}(e^{t}-\cos(t)-sen(t))}